# Bianca Maria Sforza

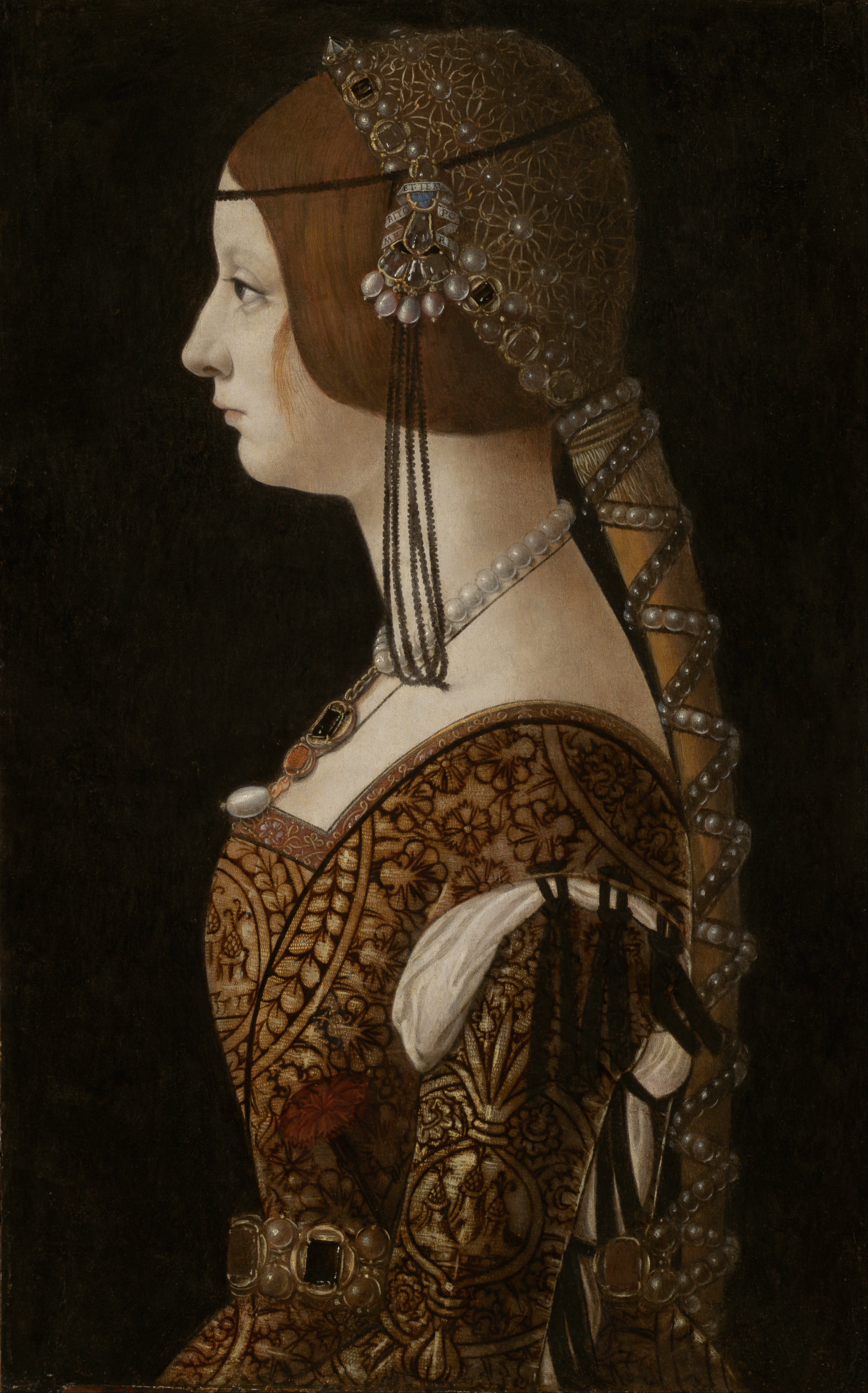
Bianca Maria Sforza, Gemälde von Ambrogio de Predis, um 1493

Bianca Maria Sforza, auch Maria Blanca Sforza (* 5. April 1472 in Mailand; † 31. Dezember 1510 in Innsbruck), war die zweite Gemahlin des römisch-deutschen Königs Maximilian I. (1459–1519). Damit war sie ab 1494 römisch-deutsche Königin und Erzherzogin von Österreich und seit 1508 Kaiserin des Heiligen Römischen Reiches.

## Kindheit und Jugend
Bianca Maria war eine Tochter des Herzogs Galeazzo Maria Sforza von Mailand und seiner zweiten Gemahlin Bona von Savoyen. Nach der Ermordung ihres Vaters im Jahre 1476 wuchs sie am Hof ihres Onkels Ludovico Sforza heran, der 1481 die Regierungsgeschäfte übernommen hatte. Bianca Marias Leben am Hof ihres reichen Onkels war abwechslungsreich, da dieser viele bedeutende Künstler der damaligen Zeit an seinen Hof gebunden hatte, darunter auch Leonardo da Vinci, der etwa seit 1482 in Mailänder Diensten stand. Es wurde kein großer Wert auf Bianca Marias Ausbildung gelegt, und so konnte sie sich ihren Interessen widmen, wie dem Anfertigen feinster Handarbeiten, wobei sie großes Geschick zeigte. 1476, im Alter von 4 Jahren wurde sie mit dem 11-jährigen Philibert I. von Savoyen verheiratet, der jedoch bereits mit 17 Jahren verstarb.

## Späteres Leben

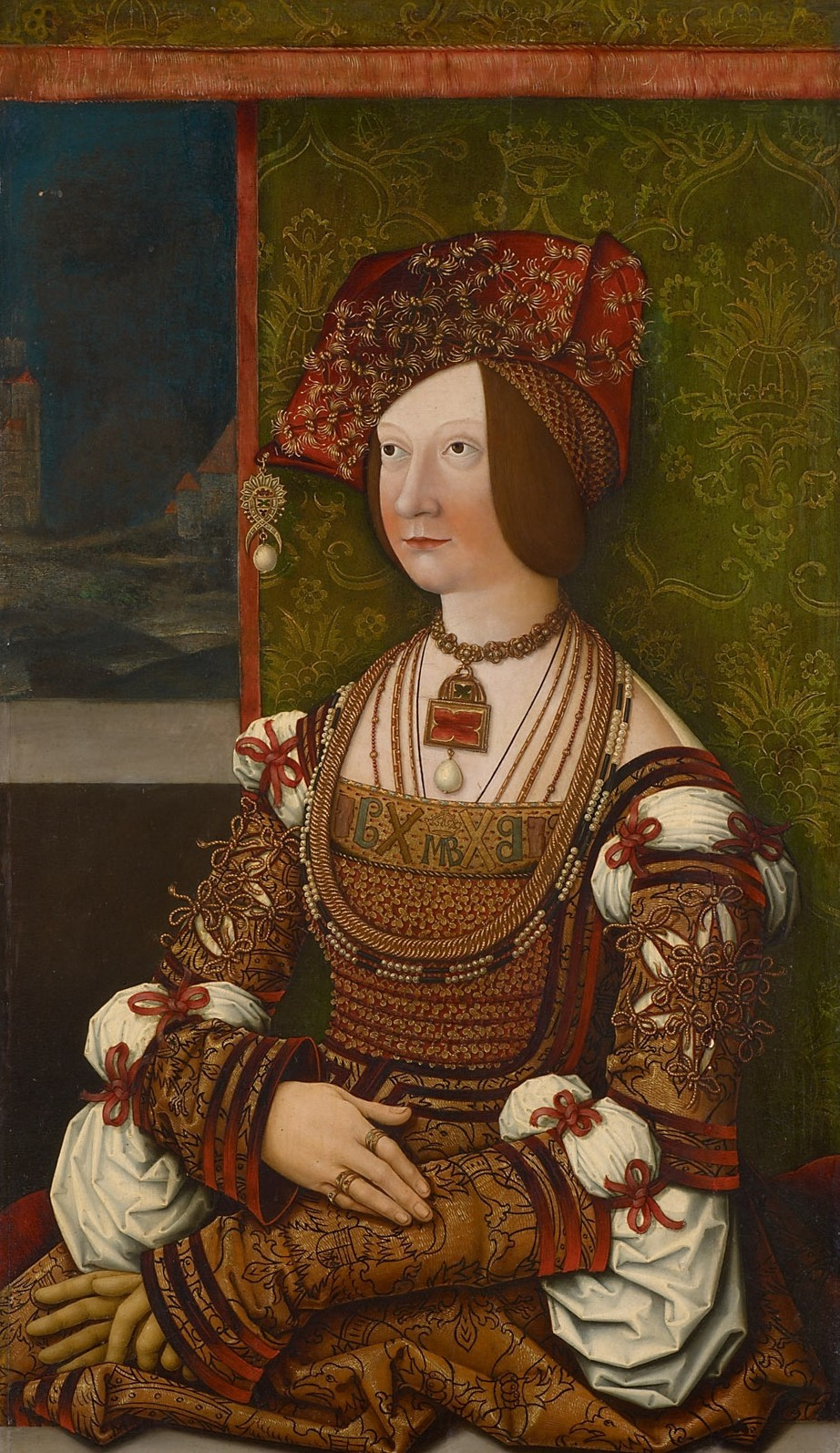
Bianca Maria Sforza, Gemälde von Bernhard Strigel, um 1505/1510

Eine von ihrem Onkel Ludovico Sforza betriebene Hochzeit mit dem römisch-deutschen König Maximilian I. sollte dem als „Il Moro“ bekannten Herrscher von Mailand vor allem den Herzogstitel einbringen, da das Herzogtum Mailand ein Lehen des Heiligen Römischen Reiches war. Ludovico hatte den Thron von Mailand usurpiert und 1481 den rechtmäßigen Erben des Herzogsthrones Gian Galeazzo Sforza und dessen Mutter, die Regentin Bona von Savoyen entmachtet. Gian Galeazzo starb 1494. Zeitzeugen, wie der französische Diplomat Philippe de Commynes in seinen Memoires, sprachen von Mord.
Um dem deutschen König die unstandesgemäße Ehe schmackhaft zu machen, setzte Ludovico eine Mitgift von 400.000 Dukaten in bar und weiteren 40.000 Dukaten in Juwelen aus. Dieses Argument überzeugte Maximilian, der in ständigen finanziellen Schwierigkeiten war. Ludovico erhielt im Gegenzug den Herzogstitel.
Am 30. November 1493 wurde Bianca Maria Sforza in Abwesenheit des Bräutigams in einer Stellvertreterhochzeit (per procurationem) in Mailand mit König Maximilian I. vermählt.
Noch im Spätherbst reiste Bianca Maria mitsamt ihrer Mitgift und großem Geleit über das verschneite Wormser Joch nach Innsbruck, wo sie drei Monate auf Maximilian wartete, da dieser wegen eines Türkeneinfalls in die Steiermark und der Neuordnung der niederösterreichischen Länder verhindert war. Die Ehe wurde daher erst am 16. März 1494 in Hall vollzogen und die Eheschließung mit einem gemeinsamen „Kirchgang unter der Krone“ in Hall und Innsbruck gefeiert.
Schon kurz nach dem Vollzug der Ehe beklagte sich Maximilian, dass sich Bianca zwar in Sachen Schönheit mit seiner ersten Frau Maria von Burgund messen könne, dass sie aber nur einen mittelmäßigen Verstand besitze.
Es war für die junge Frau unmöglich, die Zuneigung ihres Gatten zu gewinnen, da sie in seinen Augen zu ungebildet, zu geschwätzig, zu naiv, zu verschwenderisch und zu schlampig war.
Nach Hermann Wiesflecker blieb Bianca Maria „zeitlebens ein Kind, das am Boden sitzend spielte“ und sich nicht ihrer Stellung als Gemahlin Maximilians bewusst war. Es kam hinzu, dass sich Maximilian Kinder von ihr wünschte, die aber trotz mehrerer Schwangerschaften ausblieben.
Auch deshalb entfremdete sich Maximilian immer mehr von ihr, vernachlässigte sie und kehrte zu seinen Geliebten zurück, die ihm neun Kinder schenkten. Es kam sogar so weit, dass er Bianca Maria mitsamt ihrem Hofstaat mehrfach als Pfand zurückließ, wenn er seine Schulden bei den Wirten nicht bezahlen konnte. (Nach Sabine Weiss ist diese Sichtweise unrichtig. Nicht Maximilian ließ seine Frau mehrfach als Pfand für seine Schulden zurück, sondern, wenn sie wieder einmal nicht abreisen konnte, handelte es sich stets um ihre eigenen Schulden bzw. offene Rechnungen ihres Hofstaates, die noch beglichen werden mussten).
Nach 1500 verlor Maximilian endgültig das Interesse an Bianca Maria, nicht zuletzt, weil ihr Onkel Ludovico 1499 in einem Krieg gegen Ludwig XII. von Frankreich das Herzogtum Mailand verloren hatte. Ludovico floh zunächst nach Innsbruck, kehrte aber nach Mailand zurück und geriet dort in französische Gefangenschaft, womit er als Financier Maximilians ausfiel.
Bianca Maria fehlte auch bei Maximilians Proklamation zum „Erwählten Kaiser“ am 4. Februar 1508 in Trient.
Als Bianca Maria am 31. Dezember 1510 in Innsbruck starb, hielt sich Maximilian in Freiburg auf. Er nahm nicht an ihrem Begräbnis teil, sondern kehrte erst im Juni 1511 nach Innsbruck zurück. Bianca Maria wurde in der Fürstengruft des Zisterzienserstiftes Stams im Inntal westlich von Innsbruck beigesetzt. Maximilian widmete ihr nicht einmal einen Grabstein. Erst in den 1680er Jahren wurde ihr dort eine vergoldete Statue im so genannten „Österreichischen Grab“ gewidmet.

## Nachwirken

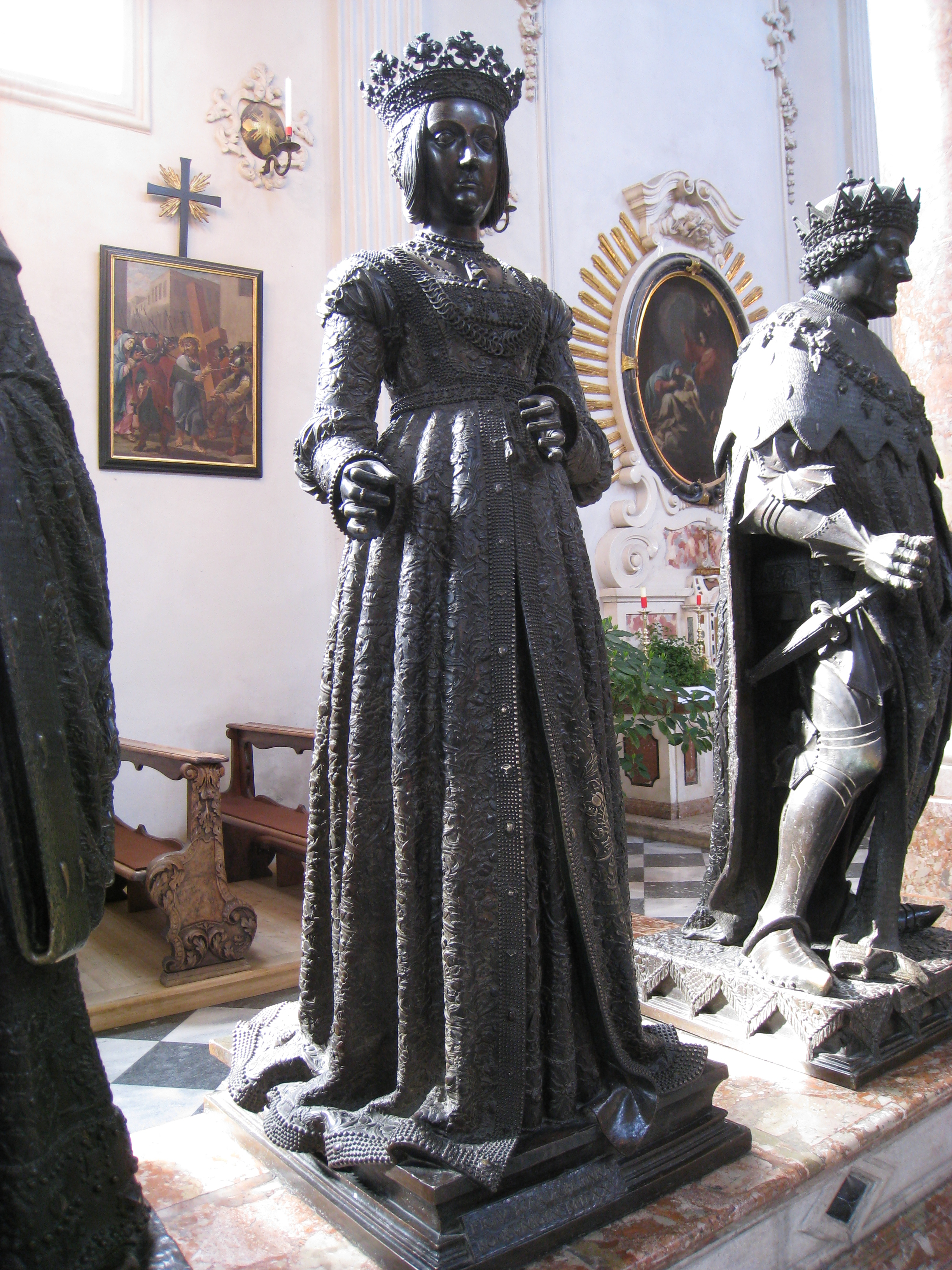
Bronzestatue in der Hofkirche zu Innsbruck

Joseph Grünpeck, der aus Regensburg gebürtige Geschichtsschreiber am Hofe Maximilians, vertrat die Meinung, dass sie nach drei Jahren ständiger Abmagerung an der „dörrsucht“ (Kachexie) gestorben sei, und gab Maximilian, der seine Frau vernachlässigt habe, dafür die Schuld.
An ihre Heirat mit König Maximilian erinnert ein Relief am Goldenen Dachl in Innsbruck.
Auch eine im 16. Jahrhundert entstandene Bronzestatue in der Hofkirche zu Innsbruck erinnert an Bianca Maria.
Unter dem Mantel der Frauensteiner Schutzmantelmadonna ist die Kaiserin gemeinsam mit Maximilian I. dargestellt. Die Madonna ist ein Werk Gregor Erharts.

### Lexika-Einträge
- Constantin von Wurzbach: Habsburg, Blanca Maria von Mailand. In: Biographisches Lexikon des Kaiserthums Oesterreich. 6. Theil. Kaiserlich-königliche Hof- und Staatsdruckerei, Wien 1860, S. 156 (Digitalisat).
- Ernst Bock: Bianca Maria Sforza. In: Neue Deutsche Biographie (NDB). Band 2, Duncker & Humblot, Berlin 1955, ISBN 3-428-00183-4, S. 214 (Digitalisat).

### Biographische Darstellungen
- Hermann Wiesflecker: Maximilian I. Wien/München 1991, ISBN 3-7028-0308-4 und ISBN 3-486-55875-7
- Sabine Weiss: Die vergessene Kaiserin. Bianca Maria Sforza. Tyrolia, Innsbruck 2010, ISBN 978-3-7022-3088-3 (Rezension von Julia Hörmann-Thurn und Taxis, in: Elena Taddei – Michael Müller – Robert Rebitsch (Hrsg.): Migration und Reisen. Mobilität in der frühen Neuzeit(= Innsbrucker Historische Studien 28), Innsbruck / Wien / Bozen: Studien Verlag, 2012, S. 377f.)

### Wissenschaftliche Arbeiten zu Teilaspekten
- Christina Antenhofer: Emotions in the Correspondence of Bianca Maria Sforza. In: Heinz Noflatscher, Michael A. Chisholm, Bertrand Schnerb (Hrsg.): Maximilian I. 1459-1519. Wahrnehmung – Übersetzungen – Gender. Innsbrucker Historische Studien (27). Innsbruck 2011. S. 267–286. ISBN 978-3-7065-4951-6
- Christina Lutter: Geschlecht, Beziehung, Politik. Welche Möglichkeiten und Grenzen „erfolgreichen“ Handelns hatte Bianca Maria Sforza?. In: Heinz Noflatscher, Michael A. Chisholm, Bertrand Schnerb (Hrsg.): Maximilian I. 1459-1519. Wahrnehmung – Übersetzungen – Gender. Innsbrucker Historische Studien (27). Innsbruck 2011. S. 251–266. ISBN 978-3-7065-4951-6
- Daniela Unterholzner: Essensalltag bei Hof. Zum Frauenzimmer Bianca Maria Sforzas. In: Heinz Noflatscher, Michael A. Chisholm, Bertrand Schnerb (Hrsg.): Maximilian I. 1459-1519. Wahrnehmung – Übersetzungen – Gender. Innsbrucker Historische Studien (27). Innsbruck 2011. S. 286–301. ISBN 978-3-7065-4951-6

### Populärwissenschaftliche Darstellungen
- Hellmut Andics: Die Frauen der Habsburger. J&V, Wien 1985
- Sigrid-Maria Größing: Maximilian I. Kaiser – Künstler – Kämpfer. Amalthea, Wien 2002, ISBN 3-85002-485-7
- Thea Leitner: Habsburgs Goldene Bräute. Piper, München 2005